# Ariteus flavescens
Ariteus flavescens (Gray, 1831) è un pipistrello della famiglia dei fillostomidi, unica specie del genere Ariteus (Gray, 1838), endemico della Giamaica.

## Descrizione

### Dimensioni
Pipistrello di piccole dimensioni, con la lunghezza della testa e del corpo tra 58 e 67 mm, la lunghezza dell'avambraccio tra 36,5 e 43,8 mm, la lunghezza del piede tra 11 e 13 mm, la lunghezza delle orecchie tra 13 e 16 mm e un peso fino a 13,1 g.

### Caratteristiche craniche e dentarie
Il cranio ha un rostro molto corto e una scatola cranica rotonda. Le arcate zigomatiche sono estese. Il terzo molare superiore è mancante.
Sono caratterizzati dalla seguente formula dentaria:

### Aspetto
La pelliccia è lunga e setosa. Le parti dorsali sono bruno-rossastre, mentre quelle ventrali sono più chiare. Sono presenti delle piccole chiazze bianche su ogni spalla. Le orecchie sono di dimensioni moderate e poste sui lati della testa. Il trago è piccolo, lanceolato e dentellato. La foglia nasale è formata da una porzione anteriore rotonda, con una fossetta tra le narici e da una posteriore a forma di lancia, ripiegata leggermente all'indietro. Il labbro inferiore presenta tre tubercoli disposti a triangolo ed una serie di verruche lungo i suoi margini esterni. Le ali sono corte, larghe ed attaccate posteriormente alla base del dito esterno del piede. È privo di coda, mentre l'uropatagio è ridotto ad una sottile membrana lungo la parte interna degli arti inferiori. I maschi sono sensibilmente più piccoli delle femmine. Il cariotipo è 2n=30 FN=56.

## Biologia

### Comportamento
Si rifugia sugli alberi. Solitamente inizia a volare e a nutrirsi subito dopo il tramonto

### Alimentazione
Si nutre di frutta, in particolare di sapotiglia, di Eugenia jambos e talvolta anche di insetti.

### Riproduzione
Una femmina gravida è stata catturata in aprile, mentre alcune che allattavano sono state osservate in giugno.

## Distribuzione e habitat
Questa specie è endemica della Giamaica.
Vive nelle foreste primarie e secondarie e in coltivazioni di alberi da frutto, in particolare di Banani e Noci da cocco, fino a 1.500 metri di altitudine.

## Conservazione
La IUCN Red List, considerata l'abbondanza all'interno dell'areale ristretto e la tolleranza a molteplici tipi di habitat, classifica A.flavescens come specie a rischio minimo (Least Concern)).